# Шульга Іван Іванович
Іван Іванович Шульга (1907, станція Лиман, тепер Донецької області — ?) — український радянський діяч, новатор виробництва, майстер колісного цеху Ізюмського паровозоремонтного заводу Харківської області. Депутат Верховної Ради СРСР 1-го скликання.

## Біографія
Народився в родині залізничника на станції Лиман.
З 1925 року працював учнем токаря, бандажником, пересувальником колісного цеху на Ізюмському паровозоремонтному заводі Харківщини.
Служив у Червоній армії.
Член ВКП(б) з 1931 року.
Після демобілізації, з початку 1930-х років — робітник, майстер-інструктор стахановських методів роботи колісного цеху Ізюмського паровозоремонтного заводу Харківської області. Ударник соціалістичного виробництва, за зміну виготовляв вісім пар паровозних коліс.
З 1937 року — заступник начальника колісного цеху Ізюмського паровозоремонтного заводу Харківської області.

## Нагороди
- значок «Почесному залізничнику»
- значок «Ударник сталінського призову»